# Myotis alcathoe
Murin d'Alcathoé, Murin d'Alcathoe
Vous lisez un « article de qualité » labellisé en 2016.
Espèce
Sous-espèces de rang inférieur
- Myotis alcathoe alcathoe von Helversen & Heller, 2001
- Myotis alcathoe circassicus Benda, Gazaryan & Vallo, 2016

Statut de conservation UICN

 DD  : Données insuffisantes
Myotis alcathoe, communément appelé le Murin d'Alcathoé ou le Murin d'Alcathoe, est une espèce de chauves-souris de la famille des Vespertilionidae. Appartenant au genre Myotis, il n'est distingué du Murin à moustaches (M. mystacinus) qu'en 2001. Lors de sa description scientifique, ce murin n'est connu que de Grèce et de Hongrie, mais ensuite rapidement identifié dans de nombreux autres pays d'Europe, jusqu'en Espagne à l'Ouest, au Royaume-Uni et en Suède au Nord, et signalé en Azerbaïdjan à l'Est. Avec le Murin à moustaches et le Murin de Brandt (M. brandtii), il constitue le groupe dit des « murins à museau sombre » dont la morphologie cryptique rend l'identification des espèces difficile. L'analyse des séquences ADN a permis de révéler l'existence du Murin d'Alcathoé comme espèce nouvelle et ce murin dispose d'un caryotype distinct des espèces phénotypiquement proches, mais des caractères morphologiques et acoustiques ont également été trouvés pour permettre l'identification de cette chauve-souris. Bien que le Murin d'Alcathoé fût d'abord rapproché du Murin à oreilles échancrées (M. emarginatus), une étude utilisant un plus grand nombre de marqueurs et de taxons montre que ces deux espèces ne sont pas apparentées, sans pouvoir cependant résoudre le placement exact de M. alcathoe au sein des murins d'Eurasie.
Le Murin d'Alcathoé est une petite chauve-souris, avec un avant-bras de 29,7 à 34,6 mm et un poids de 3,5 à 6 grammes. Son pelage est brun, avec des reflets roussâtres au-dessus, mais plus grisâtre chez les jeunes. Le museau est rosâtre, la base de l'oreille et du tragus, qui est court, est claire. Les ailes sont brun sombre et le baculum est court et large. Le Murin d'Alcathoé a un cri d'écholocation très aigu, avec une fréquence montant à 120 kHz en début d'émission et finissant à 43 kHz.
L'espèce vit généralement dans les vieilles forêts à feuilles caduques et à proximité de l'eau, prospectant dans la canopée et au-dessus de l'eau et se nourrissant principalement d'insectes volants. Les gîtes sont situés dans les hautes cavités d'arbres. Bien que l'espèce fréquente les grottes en automne et parfois en hiver, le Murin d'Alcathoé hiberne généralement dans des cavités arboricoles. Plusieurs parasites ont été rapportés chez M. alcathoe. L'Union internationale pour la conservation de la nature ne statue pas sur le niveau de menace de l'espèce, la classant dans la catégorie « données insuffisantes », mais ce murin est considéré comme menacé dans plusieurs régions en raison de sa rareté et de sa vulnérabilité face à la perte de son habitat.

## Description

### Morphologie externe

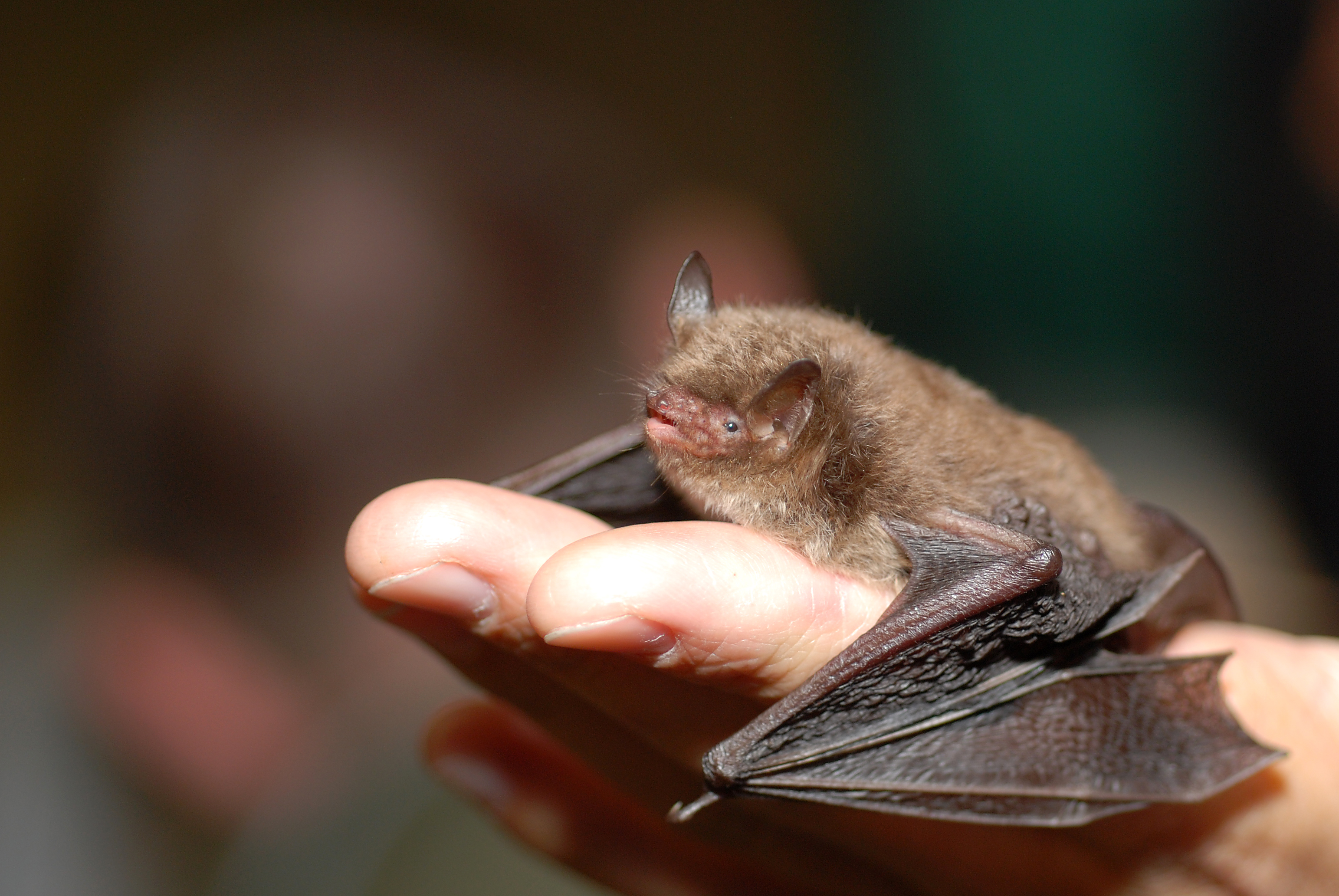
Le Murin de Daubenton (Myotis daubentonii), a une couleur et une apparence proche du Murin d'Alcathoé. Il s'en distingue notamment par ses grands pieds de « murin pêcheur ».

Le Murin d'Alcathoé est la plus petite espèce du genre Myotis en Europe, avec une longueur tête-corps comprise entre 39 et 44 mm et une envergure de près de 20 cm,. L'oreille mesure 13 à 14 mm, l'avant-bras 29,7 à 34,6 mm, le tibia 13,2 à 15,9 mm, le pied 5,1 à 5,8 mm. La masse corporelle est de 3,5 à 6 grammes. Le pelage dorsal est brunâtre, avec une teinte roussâtre chez les vieux individus, et d'un brun-gris plus pâle sur la face ventrale. Les jeunes individus peuvent être entièrement gris-brun,,. La fourrure brune et laineuse est un bon critère pour distinguer les Murins d'Alcathoé adultes des autres murins apparentés, mais les jeunes ne peuvent pas être identifiés à coup sûr sur la seule base de leur morphologie. M. alcathoe est similaire en couleur au Murin de Daubenton (Myotis daubentonii) et au Murin à oreilles échancrées (M. emarginatus). Les poils du dos sont longs de 6 à 8 mm, avec la base sombre et le bout brun, alors que les poils ventraux ne sont qu'à peine plus clairs au bout qu'à la base.

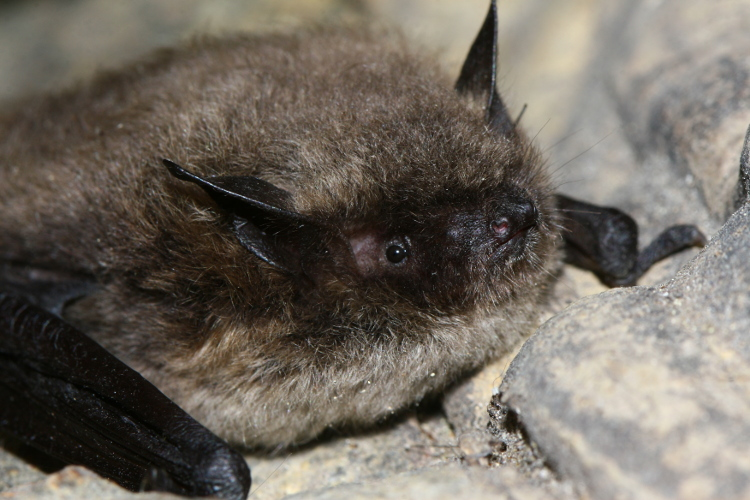
Portrait d'un Murin de Brandt (M. brandtii), au pelage grisâtre et à la face sombre.

La face et la lèvre supérieure sont roussâtres à rosâtres et non brun foncé comme c'est le cas chez le Murin à moustaches (M. mystacinus),. Bien que la face soit en grande partie poilue, le tour des yeux est nu. Les narines sont en forme de cœur et leur partie latérale est bien développée, comme chez le Murin de Brandt (M. brandtii) et non étroite comme chez le Murin à moustaches,. Il y a quelques glandes sur le museau, plus évidentes chez les mâles reproducteurs. Les oreilles sont brunes et plus claires à l'intérieur qu'à l'extérieur. Sur le bord externe de l'oreille se trouve une échancrure que la pointe du tragus ne dépasse pas ; chez le Murin à moustaches et le Murin de Brandt, le tragus est plus long et dépasse cette échancrure. L'oreille est blanchâtre à sa base, alors qu'elle est bien plus sombre chez le Murin à moustaches,,. Les pieds et les pouces sont courts. La petite taille des oreilles, tragus, pieds et pouces distingue le Murin d'Alcathoé du Murin à moustaches et du Murin de Brandt, légèrement plus grands, mais ramenés à la taille de l'animal, les pieds sont plus grands que chez le Murin à moustaches.

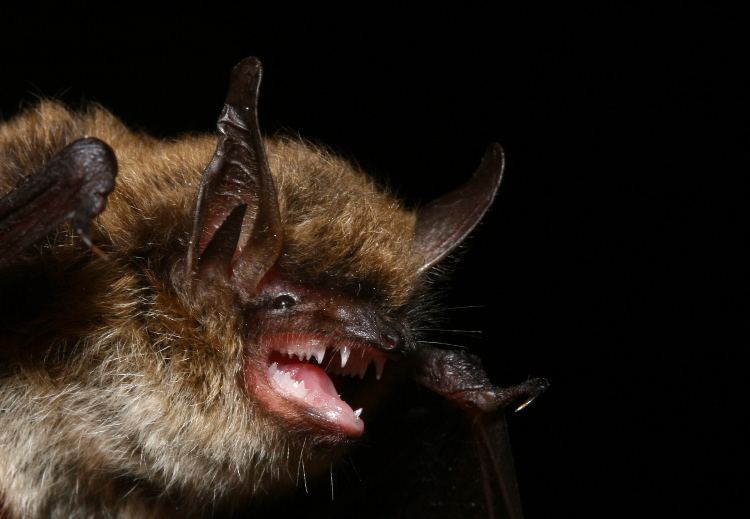
Le Murin à moustaches (Myotis mystacinus) ressemble beaucoup au Murin d'Alcathoé, mais a la peau globalement plus sombre.

Les ailes sont brunes, mais plus claires que chez le Murin à moustaches. Le plagiopatagium — membrane entre le cinquième doigt de la main et le membre postérieur — est attaché jusqu'au cinquième orteil. La queue ne dépasse que d'un millimètre environ de l'uropatagium — membrane entre les pattes arrière. Le calcar, un éperon cartilagineux soutenant l'uropatagium, est effilé. Avec une épaisseur de 1,3 mm, le pénis est fin et n'a pas l'extrémité renflée (sauf chez un spécimen croate). Le baculum mesure environ 0,5 mm de long, et son aspect court et large le distingue de celui de M. brandtii ainsi que de M. ikonnikovi,.

### Caractères crâniens

Dessin du crâne d'un spécimen attrapé en Slovaquie. Adapté de Benda (2003).

Le crâne ressemble à celui du Murin à moustaches et du Murin de Brandt, mais la partie antérieure de la boîte crânienne est plus élevée. La deuxième et troisième prémolaires (la P2 et P3) sont petites et accolées à la canine (C1) à l'avant et contre la quatrième prémolaire (P4) à l'arrière. La canine est moins développée que chez le Murin à moustaches. La quatrième prémolaire a une nette cuspide cingulaire et toutes les molaires supérieures ont un protoconule, quand elles ne sont pas usées. Le Murin à moustaches n'a ni cuspide cingulaire sur la P4 ni protoconule sur les molaires, et le Murin de Brandt a une cuspide cingulaire encore mieux développée que chez M. alcathoe, dépassant la P3.

Mandibules supérieures de Myotis mystacinus, M. alcathoe et M. brandtii (de gauche à droite). Les prémolaires sont légendées, et la cuspide cingulaire de la P indiquée par une flèche pour les deux dernières espèces. Redessiné d'après Arthur et Lemaire (2015).

### Écholocation
Le Murin d'Alcathoé utilise la fréquence d'écholocalisation la plus haute de tous les murins européens. En terrain ouvert, un cri dure en moyenne 2,5 ms, mais il peut s'étaler sur 4 ms. Le cri commence à une fréquence de 120 kHz, qui chute rapidement, puis chute moins vite, puis de nouveau plus rapidement. Le maximum d'amplitude est observé autour de 53 kHz. Le cri se termine à une fréquence de 43-46 kHz, qui est caractéristique de l'espèce. Ce cri aigu pourrait être le résultat d'une adaptation aux milieux denses où chasse le Murin d'Alcathoé. Dans différents contextes, le temps séparant deux cris était de 85 à 66 ms.

### Caryotype
Comme c'est courant pour les espèces du genre Myotis, le caryotype du Murin d'Alcathoé compte 44 chromosomes, avec un nombre fondamental (nombre de grands bras visibles) de 52. Cependant, une étude de 1987 faisait état que M. alcathoe (alors nommé « Myotis sp. B ») diffère de M. mystacinus et M. brandtii par l'emplacement de l'organisateur nucléolaire.

## Écologie et comportement
Attrapés, les Murins d'Alcathoé se montrent en main beaucoup plus calmes que leurs proches cousins M. mystacinus et M. brandtii.

### Alimentation

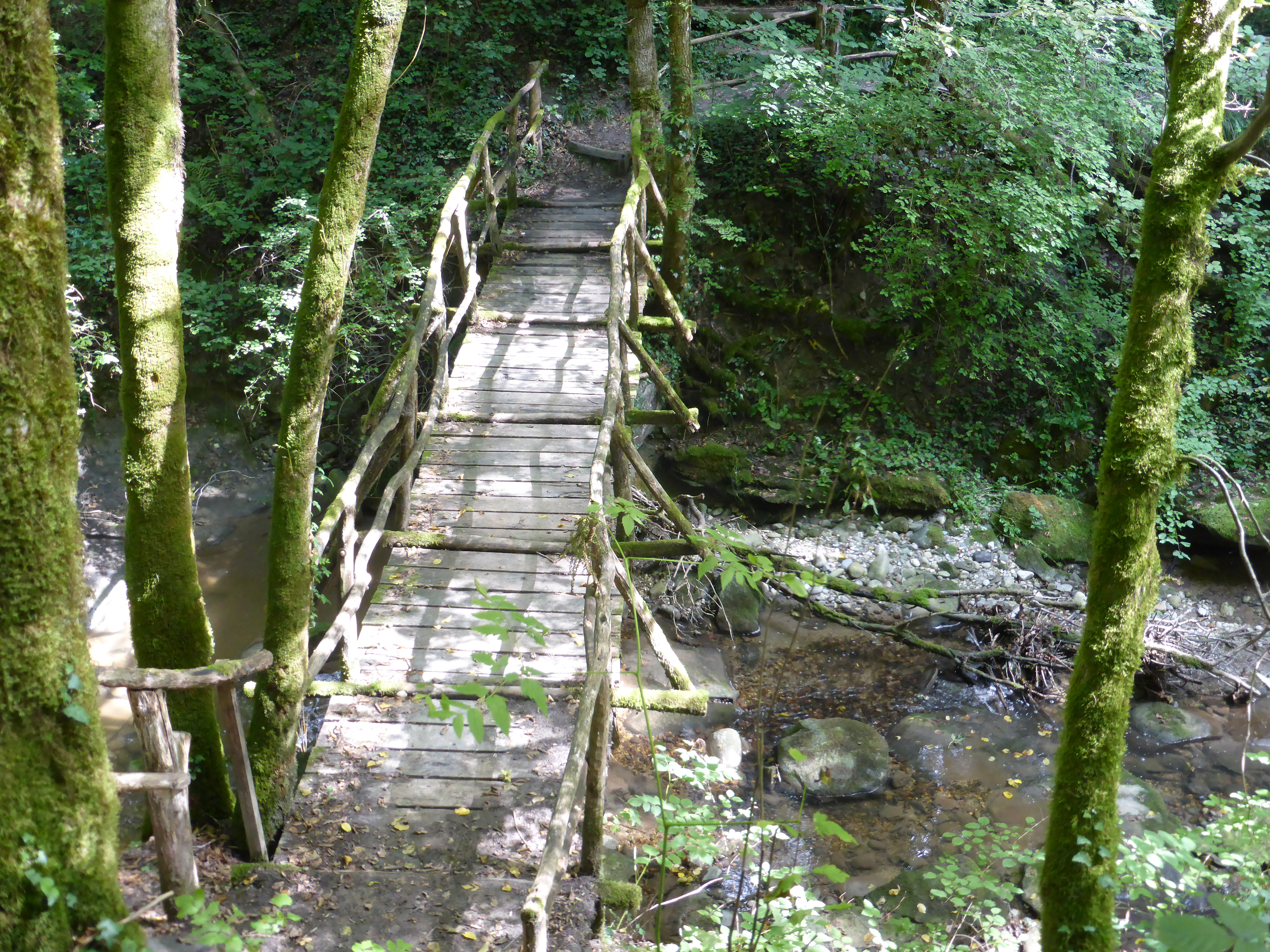
Passerelle piétonne enjambant la Roulave à Dardagny, dans un sous-bois servant de terrain de chasse à une colonie de Murins d'Alcathoé.

Le Murin d'Alcathoé est une espèce rare avec des exigences écologiques assez élevées. Selon une étude tchèque, son régime alimentaire serait principalement constitué de nématocères, mais aussi de trichoptères, d'araignées, de petits lépidoptères et de névroptères. Ces proies sont pour l'essentiel capturées en vol, mais la présence de proies non volantes suggère que l'espèce peut aussi glaner ses proies sur la végétation. Le Murin d'Alcathoé chasse depuis le bas de la strate forestière jusqu'à la canopée des grands arbres, parfois au-dessus de l'eau,, et souvent dans la végétation dense. En Saxe-Anhalt, l'espèce chasse au fond des vallées quand les températures dépassent les 10 °C, et recherche de préférence les pentes plus chaudes ou les zones rocailleuses quand il fait plus froid. L'espèce est d'ailleurs facilement capturée dans ces endroits en août, alors que le Murin à moustaches et le Murin de Brandt ont déjà commencé à rejoindre les sites de regroupements automnaux (aussi connus sous le nom d'essaimage ou « swarming ») à la fin du mois de juillet,.

### Déplacements
Trois individus suivis par télémétrie en France, Thuringe et Bade-Wurtemberg se sont, respectivement, déplacés de 800 m, 935 m et 1 440 m autour de leur gîte nocturne, alors que le Murin à moustaches et le Murin de Brandt ont tendance à parcourir de plus longues distances. Un autre suivi télémétrique de plusieurs individus gîtant aux abords de l'Allondon et de la Roulave sur les communes genevoises de Satigny et Dardagny a également établi un rayon de prospection de moins d'un kilomètre et montré que les individus en chasse sont grandement dépendants des corridors végétalisés et des cours d'eau. Les ripisylves de ces rivières comptent une métapopulation d'une soixantaine d'individus au moins, se répartissant en deux colonies changeant quasi quotidiennement de site et exploitant notamment les écorces de chêne décollées.

### Comportement social et cycle de vie
Le Murin d'Alcathoé vit en petits groupes et semble être une espèce typiquement forestière, moins ubiquiste que le Murin à moustaches et la quasi-totalité de ses colonies connues ont été localisées dans des gîtes arboricoles. En Grèce, l'espèce est d'abord connue d'une colonie de mise-bas, comptant trois femelles et deux juvéniles, trouvée dans un platane. D'autres gîtes sont trouvés dans des chênes en Bade-Wurtemberg et en Saxe-Anhalt. Vingt-sept gîtes sont trouvés en République tchèque, tous étant dans des arbres à l'exception d'un situé dans un pilier en béton. Diverses essences sont susceptibles d'accueillir des colonies, notamment le Chêne pédonculé (Quercus robur), mais aussi le Tilleul à petites feuilles (Tilia cordata), le Bouleau verruqueux (Betula pendula) et d'autres espèces. Cette préférence pour les cavités arboricoles n'est pas la plus courante chez les espèces européennes qui exploitent souvent aussi le bâti pour établir leurs colonies. Les gîtes sont souvent haut placés et souvent dans de vieux arbres,. En été, les colonies grossissent jusqu'à compter 80 individus, mais en automne les colonies suivies en République tchèque affichent des effectifs moindres.
La phénologie de l'espèce reste peu étudiée et mal connue. Le comportement de swarming a d'abord été jugé incertain chez le Murin d'Alcathoé,, mais est désormais confirmé par des données suisses, slovaques, bulgares et bretonnes et ces rassemblements sont probablement l'occasion de nombreux accouplements,. Ils s'étalent de mi-août au début de l'automne, ou de fin juillet jusqu'à mi-septembre dans le Sud de la Pologne. Une étude polonaise a suggéré que le Murin d'Alcathoé s'hybride fréquemment avec le Murin à moustaches et le Murin de Brandt, et si ce phénomène était confirmé il pourrait être expliqué par les fortes concentrations de chauves-souris sur les sites d'essaimages et l'abondance relative faible du Murin d'Alcathoé par rapport aux deux autres espèces. Bien que le Murin d'Alcathoé puisse être présent dans les gouffres et grottes durant l'hiver et les visiter régulièrement en période d'essaimage, le milieu hypogée semble rarement exploité pour l'hibernation et ce murin hibernerait essentiellement dans des cavités arboricoles,. Un individu observé dans une grotte de Saxe-Anhalt en janvier ne semblait pas en hibernation. Les dates de mise-bas sont mal connues et semblent montrer une certaine hétérogénéité, avec les jeunes déjà nés dès la mi-juin en Grèce, mais les femelles toujours gestantes à cette époque en Allemagne, allaitantes jusqu'au début août et les jeunes volants apparaissant de manière régulière dans la saison,. La longévité de l'espèce n'est pas documentée, mais un individu bagué en Angleterre en 2003 (et alors identifié comme Murin à moustaches) a été recapturé en 2009.

### Parasites

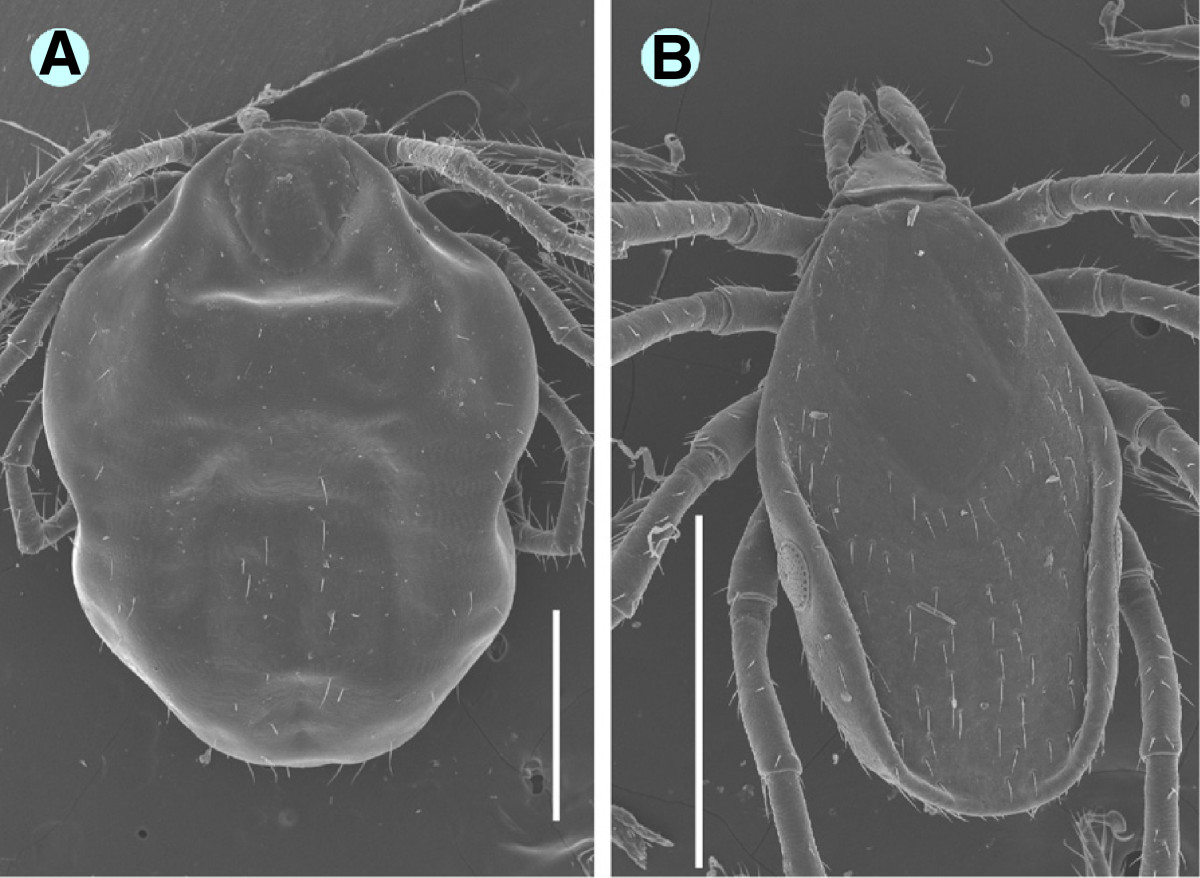
Une nymphe gorgée de sang de la tique Ixodes ariadnae, à gauche, et une non nourrie dIxodes vespertilionis à droite, toutes deux pouvant parasiter le Murin d'Alcathoé.

Plusieurs parasites ont été identifiés chez le Murin d'Alcathoé, comme l'acarien Spinturnix mystacina,, dont les représentants trouvés chez le Murin d'Alcathoé sont génétiquement très proches de ceux parasitant le Murin à moustaches ou le Murin de Brandt. On recense également la mouche piqueuse Basilia nudior en Thuringe, Basilia italica en Slovaquie, la tique Ixodes vespertilionis en Roumanie et en Slovaquie et Ixodes ariadnae en Hongrie.

## Répartition et habitat

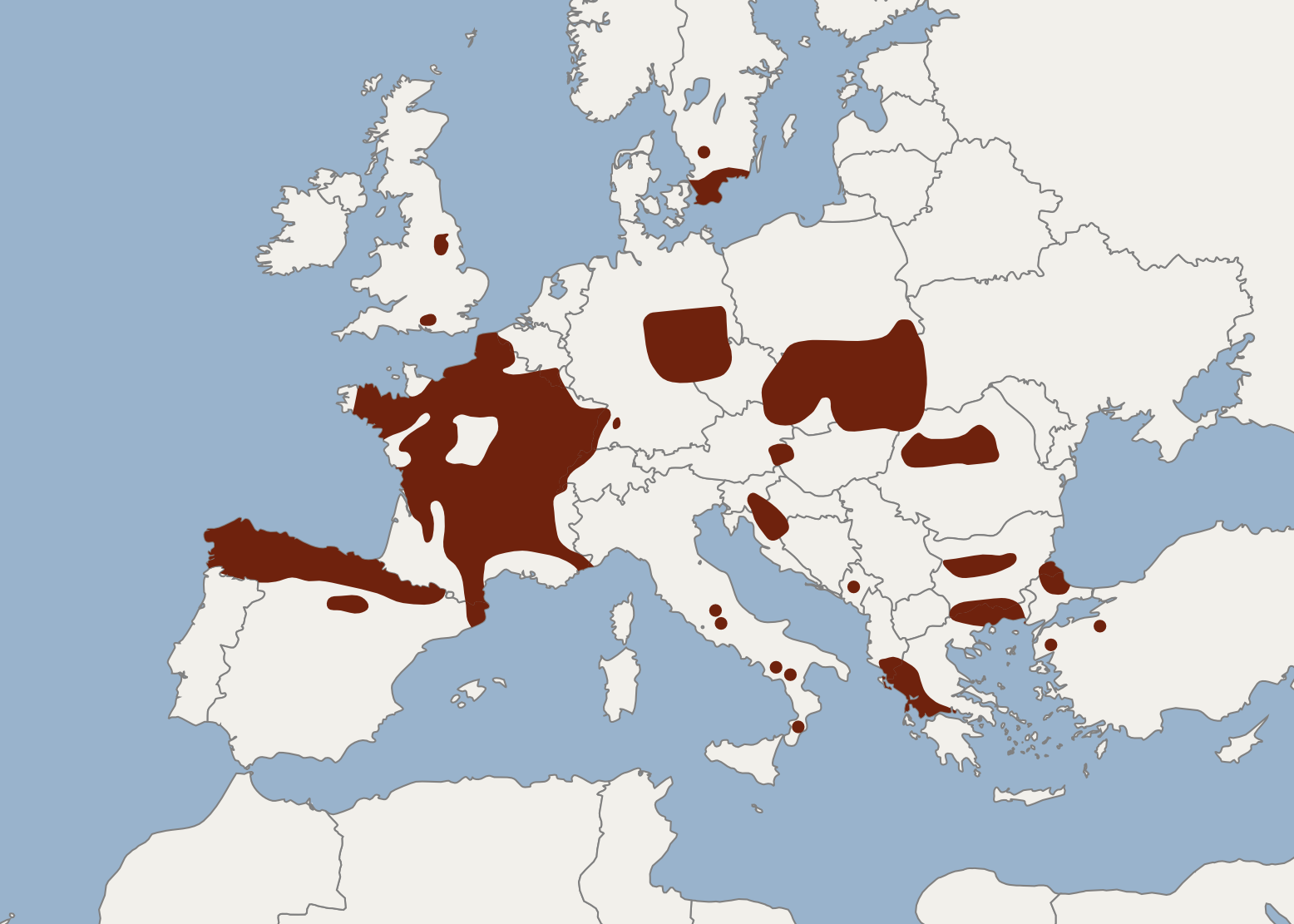
Distribution du Murin d'Alcathoé selon Christian et Isabel Dietz (2015).

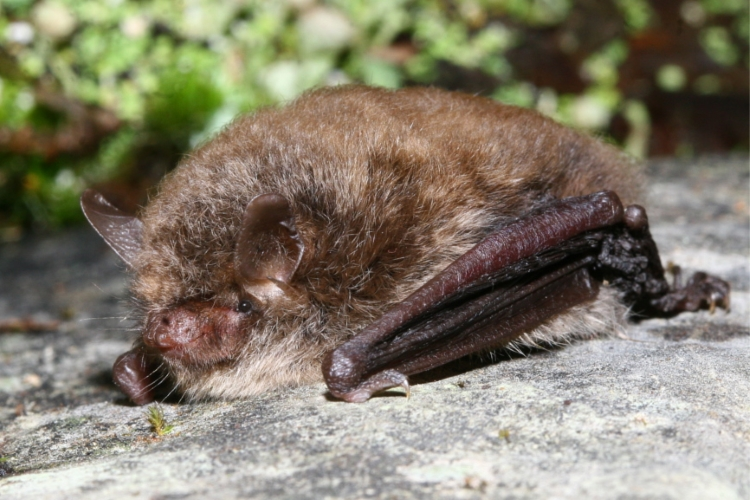
Un Murin d'Alcathoé suisse.

Le Murin d'Alcathoé est endémique du Paléarctique occidental. Bien qu'il fût d'abord décrit de Grèce et de Hongrie et supposé être restreint au Sud-Est de l'Europe, il est ensuite rapidement retrouvé très loin de cette zone, en France, puis ailleurs en Europe depuis l'Espagne et le Royaume-Uni, jusqu'en Suède et dans la partie européenne de la Turquie,,. Dans plusieurs pays européens, des recherches ciblées pour permettre sa détection ont été mises en place,. Son habitat typique est les forêts matures, décidues et humides, par exemple les forêts alluviales ou dans les ravins boisés. Ces habitats offrent de nombreux arbres sénescents offrant des possibilités de gîtes. En Allemagne, l'espèce vit dans les forêts mixtes décidues. Dans le Sud du continent, l'espèce vit généralement dans les massifs montagneux, mais les facteurs affectant sa répartition sont mal connus. Son aire de répartition semble être proche de celles du Grand Rhinolophe (Rhinolophus ferrumequinum), du Petit Rhinolophe (R. hipposideros) et du Murin à oreilles échancrées (Myotis emarginatus). Le Murin d'Alcathoé pourrait peut-être encore être découvert dans d'autres pays européens, comme aux Pays-Bas, en Irlande ou en Moldavie,,. Bien que les signalements soient abondants dans certaines régions, comme en France ou en Hongrie, l'espèce semble rare dans la plus grande partie de son aire de répartition.
| Pays               | Année        | Remarques |
| ------------------ | ------------ | --- |
| Albanie            | 2006         | Un spécimen est capturé en 2006 dans une forêt de Platane d'Orient (Platanus orientalis) et de peupliers (Populus spp.) à proximité d'un petit cours d'eau. Le Murin à moustaches est aussi trouvé au même endroit. |
| Allemagne          | 2005         | L'espèce est connue de deux zones du pays. En 2005 et 2006, des Murins d'Alcathoé sont attrapés dans une vieille forêt humide à proximité du Rhin dans l'Ouest du Bade-Wurtemberg, puis deux autres individus sont trouvés dans un tunnel d'autoroute à proximité. L'espèce est également connue des collines du Kyffhäuser (Thuringe) au centre du pays, un îlot de climat plus doux à la faune spéciale. Les chauves-souris y ont été capturées dans un paysage karstique au milieu d'une forêt décidue dominée par le chêne,. L'espèce est aussi repérée dans une forêt décidue près d'un ancien site d'entraînement militaire soviétique dans l'Est de la Thuringe. Myotis alcathoe a aussi été signalée dans les länder proches de Saxe-Anhalt et de Saxe, dans les forêts décidues mixtes. Beaucoup de signalements de Saxe-Anhalt ont été faits à proximité de l'eau,. Cependant, l'espèce est aussi trouvée en plein centre-ville de Chemnitz, en Saxe. |
| Autriche           | 2006         | Trois individus sont signalés dans le Burgenland, dans le Sud-Est de l'Autriche, en 2006. Ils sont capturés près d'étangs à poissons dans une région où domine le Chêne rouvre (Quercus petraea) et le Charme commun (Carpinus betulus). Trois individus sont également capturés en Styrie entre 2015 et 2016, l'identification de l'un d'entre eux étant confirmée génétiquement. |
| Azerbaïdjan        | 2009-2010    | D'après un rapport EUROBATS, l'espèce est signalée dans ce pays entre 2009 et 2010. |
| Belgique           | 2011         | Le Murin d'Alcathoé est identifié dans le pays en juillet 2011, dans la région de Rochefort, mais l'analyse a posteriori d'enregistrements montre que l'espèce est contactée sur le territoire belge dès le 29 mai 2008. L'identification de l'espèce est vérifiée génétiquement en 2014. |
| Bulgarie           | 2003         | L'espèce est connue de six localités du Sud et de l'Ouest du pays, le premier spécimen ayant été trouvé en 2003. Le Murin d'Alcathoé est trouvé, dans ce pays, dans les forêts de rivière et de montagne. |
| Caucase            | 2003         | Des chauves-souris attrapées dans la partie russe du Caucase et en Abkhazie entre 2003 et 2009 pourraient être des Murins d'Alcathoé. Ils sont plus petits et morphométriquement distincts des Murins à moustaches locaux, et leur identification est confirmée génétiquement en 2016. |
| Croatie            | 2003         | En 2003, Myotis alcathoe est signalé sur la base de deux spécimens et trois autres sont encore capturés en 2004. |
| Espagne            | 2004         | L'espèce n'a été identifiée que dans le Nord de la péninsule ibérique, entre 140 et 1 391 mètres d'altitude. En Catalogne, l'espèce est connue depuis 2006 et est identifiée en six sites, depuis le niveau de la mer jusqu'à 1 200 m d'altitude, dans les hêtraies et forêts bordant les rivières. Le Murin d'Alcathoé est également répertorié en trois sites de La Rioja, depuis 2004, dans le même type de milieu qu'en Catalogne, entre 790 et 1 390 m d'altitude. Depuis 2004, il est aussi trouvé en sept localités de Navarre, dans les hêtraies et chênaies entre 140 et 980 m d'altitude. Enfin, en Galice, il est connu de trois localités situées entre 300 et 680 m d'altitude. |
| France             | 2002         | Myotis alcathoe était déjà reconnu en France en 2000 comme petit murin similaire à Myotis mystacinus et informellement nommé « Murin cantalou » et régulièrement observé en Auvergne et en Charente-Maritime, ; en 2002, on comprend qu'il s'agit de l'espèce nouvellement décrite qui n'était alors connue que des Balkans. L'espèce est connue de nombreuses localités, surtout dans le Nord du pays, et jusqu'à des altitudes de 2 000 m. On le trouve habituellement près de l'eau, mais il est aussi signalé dans une variété d'habitats, comme les terres agricoles, les marais, les forêts et les zones boisées. En fin d'été et en automne, il est aussi trouvé dans les grottes. |
| Grèce              | 2001         | L'espèce est connue du Pinde et des Rhodopes dans le centre et le Nord du pays. Elle y est trouvée dans des parcelles de platanes et d'aulnes près de petits cours d'eau au milieu de ravins, chassant près des arbres, et souvent associée avec le Petit Rhinolophe (Rhinolophus hipposideros) et le Murin à moustaches. |
| Hongrie            | avant 2007   | Le Murin d'Alcathoé n'est pas rare dans les forêts de montagne du Nord-Est du pays. Il est trouvé près des ruisseaux et des lacs dans les forêts de chênes, de hêtres, d'aulnes et de charmes, entre 230 et 670 m d'altitude. L'espèce cohabite avec le Murin de Brandt comme avec le Murin à moustaches. |
| Italie             | avant 2008   | Myotis alcathoe est trouvé dans les forêts de hêtres du parc national de la Majella dans les Abruzzes. D'autres spécimens sont identifiés au moyen d'outils moléculaires. En décembre 2013, la présence de l'espèce est confirmée dans la zone protégée du parc national de l'Apennin lucanien-Val d'Agri-Lagonegrese,. |
| Lettonie           | non confirmé | Un petit Myotis est capturé dans une grotte de Lettonie entre 2007 et 2010 ; son identification n'est pas vérifiée moléculairement, mais il pourrait s'agir d'un Murin d'Alcathoé. Cette observation n'est pas validée dans le rapport EUROBATS letton de 2014. |
| Luxembourg         | 2011         | Un mâle est capturé en 2011 dont l'identification est confirmée génétiquement. L'espèce est connue de données acoustiques seulement dans le reste du pays. |
| Monténégro         | 2002         | Une femelle est capturée en 2002, ainsi que des Murins dorés (M aurascens) et Murins de Brandt (M. brandtii), lors d'une nuit de capture près de Stabna. Son identification est d'abord incertaine, et l'individu signalé comme Murin à moustaches ou d'Alcathoé en 2004, puis est confirmée en 2012. |
| Pologne            | 2005         | Le Murin d'Alcathoé est trouvé dans quatre grottes du Sud de la Pologne en 2005 et 2006, et enregistré par la suite ailleurs dans le Sud du pays, entre 182 et 1 294 m d'altitude, le plus souvent dans des forêts de Hêtre commun (Fagus sylvatica) mais aussi dans d'autres sortes de boisements,. |
| Portugal           | 2005         | L'espèce est confirmée pour le pays en 2020, après l'analyse génétique d'un échantillon collecté en 2005 à la frontière avec l'Espagne (Portela do Homem, sur la municipalité de Terras de Bouro). À l'époque, il avait été identifié sur le terrain comme un Murin à moustaches. |
| République tchèque | 2001         | L'espèce est connue de neuf sites, regroupés en trois régions et pour lesquels le premier signalement date de 2001, auxquels s'ajoutent trois sites où ont été retrouvés des individus victimes du trafic routier. L'habitat typique de l'espèce sont les vieilles charmaies-chênaies près de l'eau, avec de vieux arbres, entre 170 et 390 m,. Le Murin à moustaches et le Murin de Brandt sont également présents sur certains des sites où est trouvé le Murin d'Alcathoé. Il a une distribution morcelée dans le pays mais peut être localement abondant dans les habitats adaptés. |
| Roumanie           | 2007         | Un individu est capturé en 2007 dans l'Est des Carpathes, dans une réserve comptant une forêt de conifères en bordure de rivière. Ce murin est aussi trouvé dans une vallée boisée parcourue par un petit cours d'eau dans le județ d'Alba. |
| Royaume-Uni        | 2003         | Le Murin d'Alcathoé est identifié en Angleterre en 2003, et est connu de deux sites de « swarming » dans le Sud du pays, et d'un autre dans le Nord. Le site dans le Nord (dans le Ryedale) est situé dans une aire protégée comptant de nombreux vieux arbres et les deux sites dans le Sud (dans le Sussex) sont des bois. |
| Serbie             | 2009-2010    | L'espèce est trouvée à la fin des années 2000, mais est probablement rare dans le pays. |
| Slovaquie          | 2001         | Le Murin d'Alcathoé est trouvé dans une grotte dans une vieille forêt décidue à 525 m d'altitude collecté en 2001 et dont l'identification moléculaire est confirmée en 2003. |
| Slovénie           | 2007         | Un individu est trouvé dans le pays en 2007. |
| Suède              | 2008         | L'espèce est connue dans le pays depuis 2008, et est identifiée acoustiquement en cinq sites. |
| Suisse             | 2002         | Le Murin d'Alcathoé est capturé au col du Marchairuz dans le Jura vaudois,. Les premières données acoustiques concernant cette espèce dans le canton de Genève datent de 2003, et des captures ultérieures accompagnées de suivi télémétrique permettent la découverte des premières colonies de reproduction suisses. |
| Turquie            | 2006         | Huit individus sont capturés en trois sites rapprochés, dans la partie européenne du pays, en 2006. |
| Ukraine            | 2009         | En 2009, l'espèce est suspectée dans le pays, mais ce n'est qu'en 2011 qu'elle y est vraiment confirmée sur la base de deux spécimens attrapés dans l'extrême Sud-Ouest du pays en 2009. |

L'Union internationale pour la conservation de la nature donne également cette espèce présente au Monténégro et possiblement en Bosnie-Herzégovine. Des signalements plus anciens du Murin d'Ikonnikov (M. ikonnikovi) — que l'on sait aujourd'hui être une espèce de l'Est de l'Asie — en Ukraine, Bulgarie et Roumanie pourraient également concerner le Murin d'Alcathoé. En raison de la difficulté d'identification, les murins à museau sombre (M. mystacinus, M. alcathoe et M. brandtii) continuent à être parfois recensés sous ce nom générique qui peut concerner une ou plusieurs de ces espèces ; de tels signalements ont par exemple été faits en Bulgarie et en Belgique.

## Taxinomie et systématique

### Découverte et description scientifique

Sites d'occurrence de l'espèce rapportés dans la littérature (état des lieux en 2016) :
présence certaine ;
identification à confirmer.

Le Murin à moustaches (Myotis mystacinus) et les espèces proches d'Eurasie, les « murins à museau sombre », sont difficiles à distinguer les uns des autres. Par exemple, le Murin de Brandt (M. brandtii) n'a été reconnu comme distinct de M. mystacinus que dans les années 1970. Des « murins à moustaches » petits et atypiques, sont identifiés en Grèce dès les années 1970 et la biologiste Marianne Volleth identifie la structure chromosomique de ces spécimens comme clairement distincte des autres murins, les traitant sous le nom de « Myotis sp. B » dès 1987. Il faut attendre les avancées des analyses génétiques et l'utilisation du séquençage pour que soit confirmé que ces chauves-souris constituent une espèce distincte, nommée Myotis alcathoe. Il est possible que l'espèce soit passée inaperçue en Allemagne par sous-échantillonnage de son habitat préférentiel et plus généralement parce que les spécimens atypiques de murins à museau sombre ont pu être identifiés comme des M. mystacinus ou M. brandtii anormaux. La description scientifique de l'espèce est publiée en 2001 par les zoologistes allemands Otto von Helversen et Klaus-Gerhard Heller, sur la base de spécimens de Grèce et de Hongrie,. Bien que ce murin diffère des espèces proches par la morphologie, c'est l'outil génétique qui autorise l'identification la plus évidente, par les séquences ADN ou par l'analyse caryotypique, l'emplacement de l'organisateur nucléolaire étant distinct des autres espèces apparentées. Pour permettre une identification moléculaire par simple PCR sans besoin de séquençage, plusieurs amorces ont été mises au point pour amplifier des fragments de tailles différentes et diagnostiques de M. mystacinus, M. brandtii ou M. alcathoe .
À la description de l'espèce, von Helversen et Heller font le choix de créer un nouveau nom, arguant que l'ensemble des synonymes de Myotis mystacinus alors existants ne peuvent pas concerner le Murin d'Alcathoé, puisque leurs localités types sont toutes situées en Europe de l'Ouest ou centrale, où l'espèce n'est alors pas suspectée. Cependant, les découvertes postérieures de l'espèce jusqu'en Espagne soulèvent la possibilité qu'un ancien nom, ayant priorité, resurgisse pour désigner l'espèce,. En outre, le chercheur russe Suren V. Gazaryan a suggéré que le nom Myotis caucasicus Tsytsulina, 2000, originellement proposé pour une sous-espèce de M. mystacinus, puisse s'appliquer à M. alcathoe. Après ré-examination du matériel type, Benda et al. concluent que celui-ci concerne Myotis davidii, une espèce chinoise, à l'exception d'un paratype qui est un Murin à moustaches. Sur la base de nouvelles captures effectuées dans le Grand Caucase russe, ils décrivent en outre la sous-espèce Myotis alcathoe circassicus, génétiquement distincte selon par l'ADN mitochondrial et dont le nom scientifique est une version latinisée de la Tcherkessie où vit ce taxon.

### Dénominations
Le nom générique Myotis vient du grec qui signifie « oreilles de souris », allusion à la similitude de leurs oreilles avec celles des souris. Le nom vernaculaire murin est un calque du latin murinus se traduisant par « qui se rapporte à la souris ».
L'épithète spécifique choisie pour la nouvelle espèce, alcathoe, se réfère à Alcathoé, l'une des trois Minyades. Cette figure de la mythologie grecque est transformée en chauve-souris après avoir refusé les avances du dieu Dionysos dans les gorges d'un cours d'eau, l'habitat du murin en Grèce. Dans la description originale, von Helversen et al. décrivent le personnage comme une nymphe, et le nom anglais de « nymph bat » a été par la suite utilisé pour désigner ce murin,. Cependant, aucune des sources classiques ne font d'Alcathoé une nymphe, et en parlent au contraire comme d'une princesse, la fille du roi Minyas d'Orchomène. Ainsi, le chiroptérologue tchèque Petr Benda recommande en 2008 de plutôt nommer l'espèce « Alcathoe bat » ou « Alcathoe myotis ». En français, deux orthographes coexistent pour le nommer : Murin d'Alcathoé, et Murin d'Alcathoe. L'espèce porte également parfois le nom de « Vespertilion d'Alcathoe », et, avant sa description en 2001, était connue sous le nom de « Murin cantalou » par les chiroptérologues français pour désigner informellement des petits murins à moustaches,.

### Relations avec les espèces apparentées
Les premières études de l'ADN mitochondrial rapprochent le Murin d'Alcathoé du Murin à oreilles échancrées (M. emarginatus),, une espèce du sud de l'Europe, d'Afrique du Nord et sud-ouest de l'Asie. Cette relation est cependant peu soutenue, et d'ailleurs invalidée par une étude ultérieure utilisant un plus grand nombre de marqueurs et de taxons, qui ne parvient cependant pas à déterminer le placement exact de M. alcathoe au sein des murins d'Eurasie. Selon le découpage en sous-genres classiques du genre Myotis, le Murin d'Alcathoé est dans un premier temps rapproché du sous-genre Myotis (Selysius), formant un groupe aux caractères « primitifs » avec les autres « murins dits à moustaches ». Ce découpage est cependant abandonné au fur et à mesure des études génétiques, qui montrent qu'il ne reflète pas les relations de parenté entre les espèces, mais regroupe simplement des écomorphes ayant connu des convergences évolutives,,.

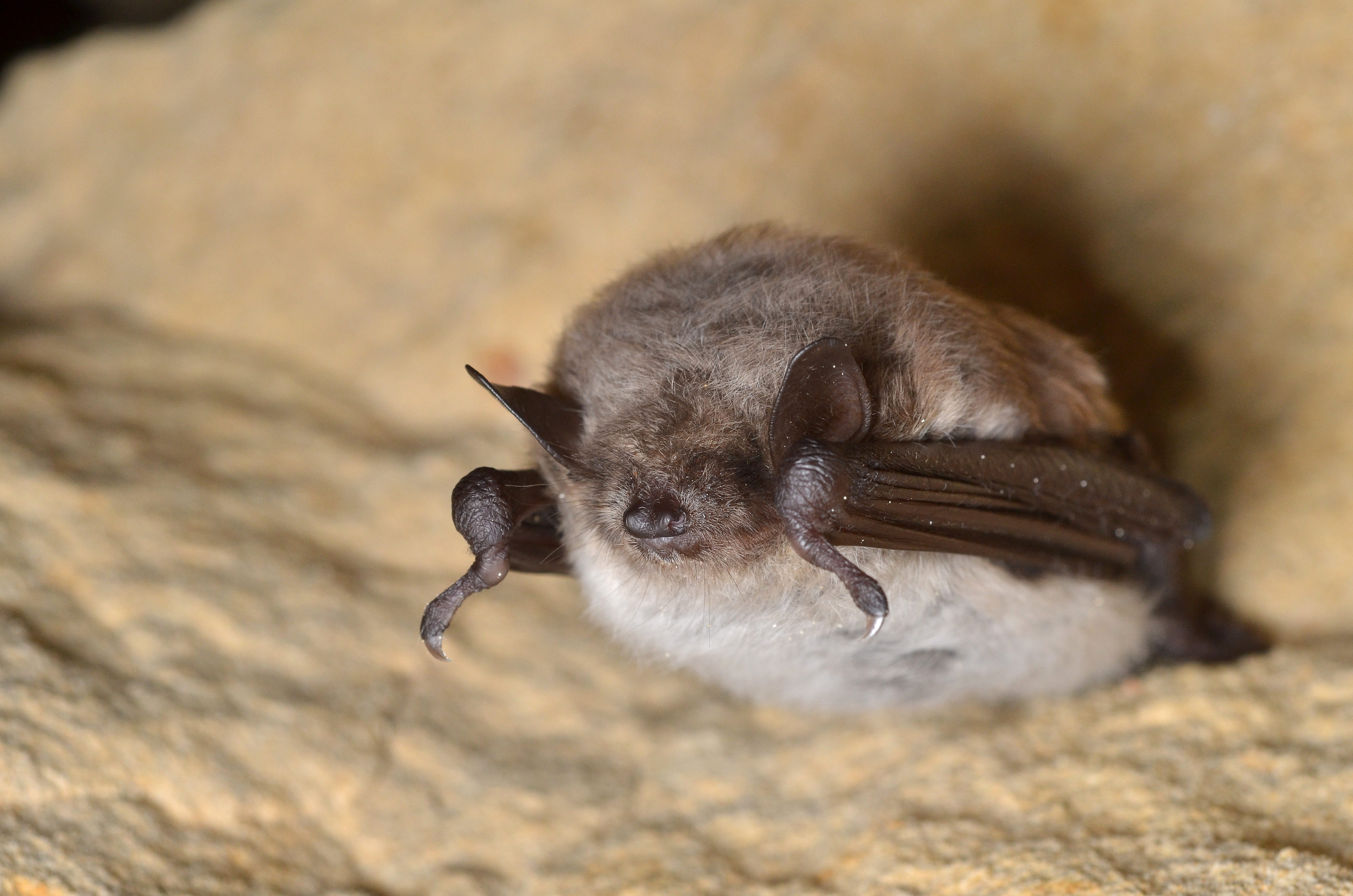
La position du Murin des marais (M. dasycneme) dans la radiation des Myotis est, comme celle du Murin d'Alcathoé, incertaine.

L'analyse des séquences mitochondriales montre que le Murin d'Alcathoé diffère des autres Myotis d'au moins environ 5 % pour l'ARN 12S et 13 % pour ND1. Une étude de 2013 portant sur la phylogénie et la biogéographie des Myotis du monde, incluant près de 90 espèces et combinant marqueurs mitochondriaux et nucléaires, peine également à placer le Murin d'Alcathoé dans la radiation des espèces de ce genre. Il est, comme le Murin des marais (M. dasycneme) et le Murin de Capaccini (M. capaccinii), placé vers la base de la radiation des espèces eurasiatiques sans soutien statistique suffisant, et sa position est donc incertaine. En dépit de leur placement en commun dans le groupe des « murins à museau sombre », le Murin à moustaches (M. mystacinus) et le Murin de Brandt (M. brandtii) sont relativement éloignés du Murin d'Alcathoé : le premier est à rapprocher d'abord du Murin doré (M. aurascens), puis d'un clade asiatique regroupant le Murin d'Ikonnikov (M. ikonnikovi) et M. altarium, et le second appartient à une lignée du Nouveau Monde indépendante de la radiation d'Eurasie. La date de divergence entre clade du Nouveau et de l'Ancien Mondes est estimée aux environs de 18.7 millions d'années, soit le Miocène inférieur.
Deux lignées mitochondriales très légèrement divergentes (distance génétique de 1,3-1,4 % sur des marqueurs mitochondriaux classiques) ont été identifiées, qui correspondent probablement à des divergences de populations isolées dans des refuges glaciaires différents de la dernière période glaciaire. La première lignée, appelée groupe « hongrois », a été retrouvée depuis l'Espagne, en France, en Autriche, jusqu'en Hongrie et en Slovaquie et s'est probablement répartie à partir d'un refuge ibérique ; la seconde lignée, appelée groupe « grec », n'est connue que de Grèce et de Slovaquie.
Deux études ont utilisé des marqueurs microsatellites sur les trois « murins à museau sombre » européens : la première utilise un échantillonnage de l'Ouest de l'Europe et retrouve trois groupes bien définis, populations pures correspondant aux trois espèces M. alcathoe, M. brandtii et M. mystacinus, quand la seconde étude, réalisée en Pologne, suggère une hybridation massive, en particulier pour M. alcathoe, et qui pourrait encore plus compliquer l'identification morphologique chez ces espèces.

## Menaces et protection

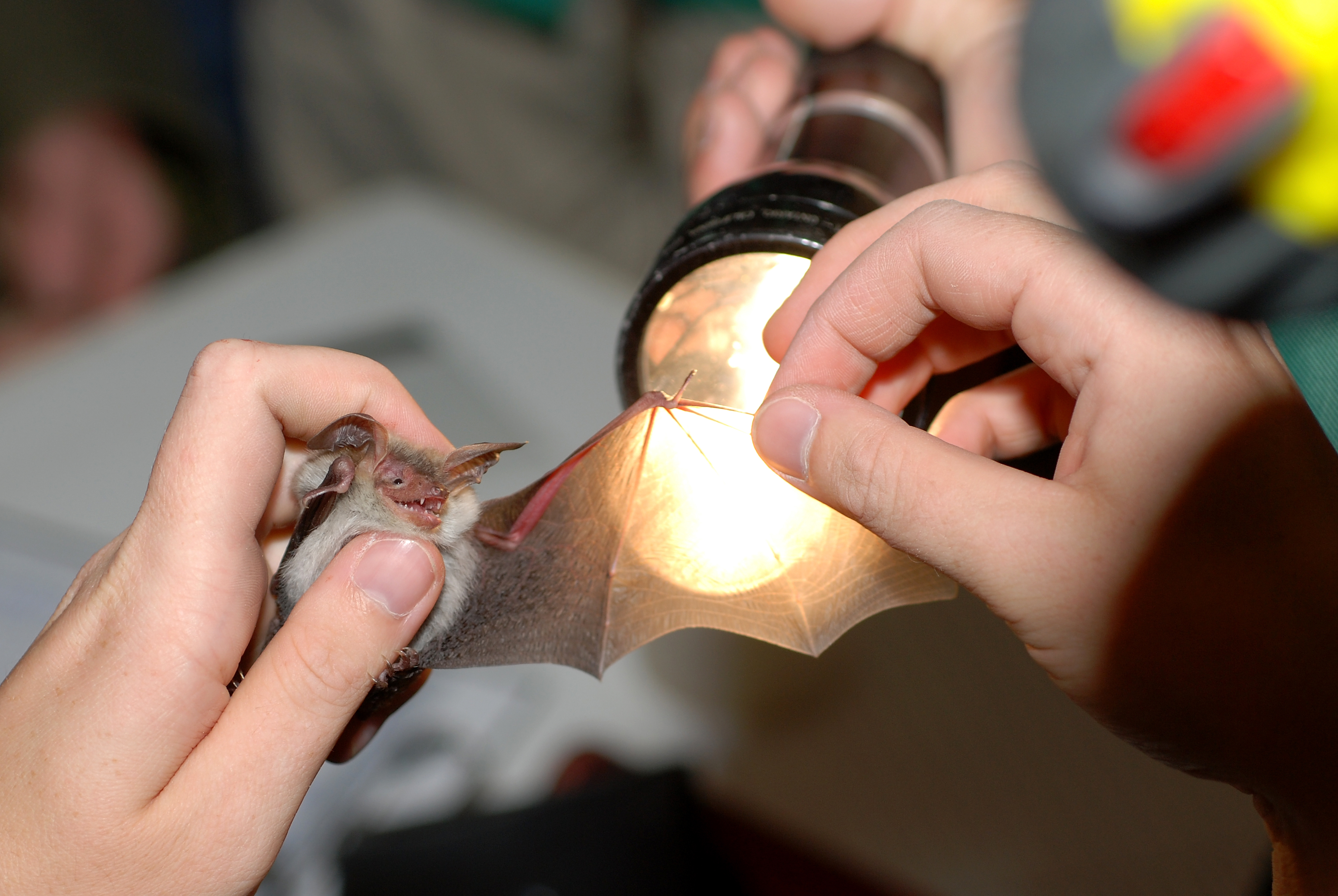
L'acquisition de données plus précises sur l'écologie et la répartition de l'espèce est nécessaire pour permettre une protection efficace du Murin d'Alcathoé. Ici, un chiroptérologiste détermine l'âge d'un Murin de Bechstein (M. bechsteinii) en examinant la calcification des articulations des doigts.

Le Murin d'Alcathoé reste peu connu, et catégorisé en « données insuffisantes » (DD) sur la liste rouge de l'Union internationale pour la conservation de la nature (UICN). Il pourrait cependant être menacé en raison de ses préférences écologiques particulièrement restreintes, ayant pour habitat principal les massifs forestiers peu touchés par la sylviculture et associés aux zones humides, et étant peu présent dans les milieux modifiés ou anthropisés. Le Murin d'Alcathoé est notamment susceptible d'être très sensible au recul de son habitat en raison de ses déplacements limités et de sa dépendance à la connectivité des boisements où il chasse. Les arbres sénéscents sont notamment souvent éliminés des ripisylves par les gestionnaires pour éviter qu'ils ne causent des dommages aux ouvrages d'art en cas de crue, alors qu'ils offrent précisément des possibilités de gîtes dans un habitat de choix au Murin d'Alcathoé. L'espèce est également défavorisée par l'enrésinement des boisements, puisqu'elle préfère pour chasser les forêts feuillues ou mixtes, et par les plantations ou modes de gestion n'incluant pas de sous-étage dense. Sa répartition morcelée et ses populations probablement modestes font qu'il est peu à même de coloniser de nouveaux habitats. En plus des menaces liées à la sylviculture (abattage, élagage, gestion forestière des ripisylves), s'ajoutent la mortalité due au trafic routier, enregistrée en plusieurs pays d'Europe. Enfin, en Grèce, deux sites où cette chauve-souris était recensée ont été détruits pour la mise en place de retenues d'eau.
L'espèce est protégée par plusieurs mesures nationales et internationales, et notamment listée dans les accords EUROBATS qui protègent tous les chiroptères dans une grande partie des pays d'Europe, mais pour assurer une meilleure protection de l'espèce l'UICN recommande des études plus détaillées de plusieurs aspects de sa biologie, et conseille de mieux faire connaître le Murin d'Alcathoé du public. Le Murin d'Alcathoé est inscrit sur l'annexe II de la convention de Berne (« espèces de faune strictement protégées »), l'annexe II de la convention de Bonn (« espèces migratrices se trouvant dans un état de conservation défavorable et nécessitant l'adoption de mesures de gestion et de conservation appropriées ») et en annexe I de la directive habitats (« espèces animales et végétales d'intérêt communautaire qui nécessitent une protection stricte »). En Catalogne, l'espèce est listée comme « en danger » en raison de son apparente rareté. Le Murin d'Alcathoé figure sur la liste rouge des vertébrés d'Allemagne comme « en danger critique d'extinction » depuis 2009 et l'espèce est listée sous le même statut pour le bassin genevois en 2015. En Hongrie, où l'espèce n'est pas rare dans les habitats adaptés, elle est protégée depuis 2005, mais est menacée par la perte de son habitat et le dérangement dans les grottes.